# Theodor Aman

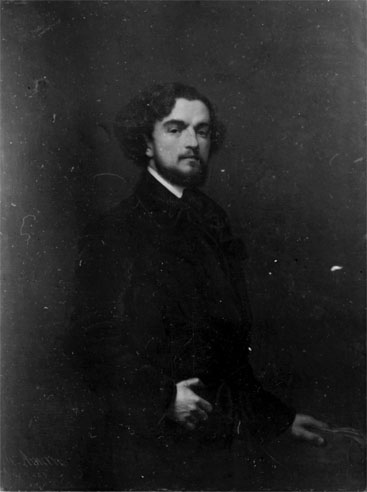
Autoportret

Theodor Aman (n. 20 martie 1831, Câmpulung, Muntenia, România – d. 19 august 1891, București, România) a fost pictor, grafician, sculptor, pedagog și academician român, întemeietor al primelor școli românești de arte frumoase de la Iași și București. 
Tot el a fost și inițiatorul primelor saloane de artă care au purtat denumirea de Expoziția Artiștilor în Viață, cu începere din anul 1865.
Theodor Aman reprezintă pentru istoria plasticii românești primul artist modern în adevăratul sens al cuvântului, influențând și grăbind, în același timp, prin activitatea sa în Principatele Unite ale Moldovei și Țării Românești, deschiderea spre modernitate și dezvoltarea instituțională artistică până la izbucnirea Războiului Ruso-Turc din 1877.
Atât Theodor Aman cât și Gheorghe Tattarescu au fost, la data de 5 octombrie 1864, întemeietorii Școlii de Arte Frumoase din București. Investirea s-a făcut  prin decretul nr. 1272.

## Biografie
Theodor Aman s-a născut în data de 20 martie 1831 în familia unui negustor bogat, Dimitrie Mihali Dimo (poreclit Aman, care în traducere înseamnă iertare) de origine cuțovlah (macedonean), dar și armean, care a fost ridicat la rangul boieresc de serdar în anul 1818 de către Ioan Vodă Caragea. Mama sa era de origine greacă, se numea Despina (alintată Pepica) și s-a născut la Paris.
Părinții viitorului artist, originari din Craiova, s-au stabilit pentru puțin timp la Câmpulung Muscel din cauza condițiilor vitrege (prezența rușilor și izbucnirea unei epidemii de ciumă). Theodor s-a născut în cartierul Tabaci în locuința unui condicar pe nume Ilie Vlădoianu. 
Aman a fost pentru societatea conservatoare locală, care abia se desprinsese de obiceiurile fanariote de purtare a ișlicului și giubelei, o adevărată revoluție. Aman însuși a fost ridicat la rang de boier pitar de către domnitorul Barbu Știrbei în anul 1856, fiind răsplătit astfel pentru eforturile sale de afirmare în domeniul artelor. Fără să-și renege averea, titlul și originile sale boierești, Theodor Aman a reușit pe tot parcursul vieții sale să se comporte ca un senior al artelor. De altfel, criticul Oscar Cisek scria:
„În felul lui, și-n atmosfera Bucureștilor din a doua jumătate a secolului care, în cadrul culturii românești, rămâne pentru totdeauna luminat de minunata apariție a lui Mihai Eminescu, pictorul Theodor Aman era un om de lume, un cavaler cu alura unui artist apusean, dascăl mult admirat, inițiatorul și fondatorul primelor galerii de tablouri din România și, pe lângă toate acestea, un diletant răsfățat, care știa să farmece societatea cu sunetele violoncelului său.
Era un grand seigneur.
[...] Bucureștii nu erau însă un cadru prea seducător și bogat pentru un artist cu pretenții mai exclusive (…) Curtea cu juri îl întrebuința ca expert grafolog în cazuri de falsuri. În societatea romanticului Carol Popp de Satmary, care cutreierase tot Orientul, și a litografului Gustav Vonesbert, un prusac cultivat și cu predilecții artistice, Aman întreprindea aceste expertize cu multă conștiinciozitate.”—Oscar Walter Cisek
Tot Oscar Cisek menționează în continuare că „Nu fără rost trecuse peste mări și țări, nu degeaba își expusese lucrările la Paris și Viena. Scena aceea când însuși sultanul îi admirase la Constantinopol vestitul tablou-panoramă Bătălia de la Oltenița, oferindu-i douăzeci de mii lei în hârtie și decorația Medjidia, rămase parcă întipărită în toată ținuta lui”. Pictura a fost  litografiată de Adolphe Bayot , prin intermediul casei Goupil, iar la Muzeul Aman se păstrează un exemplar imprimat la Lemercier, purtând mențiunea autografă a lui Aman „M. S. Sultanul posedă originalul”. După înființarea Școlii de Belle-Arte din București, Theodor Aman s-a dedicat unui proiect care l-a preocupat încă din 1857, și anume, acela de a construi un spațiu în care să-și lucreze pânzele de mari dimensiuni, în care să locuiască și să creeze. Într-o acuarelă ce se păstrează în Cabinetul de stampe al MNAR, el și-a imaginat un asemenea spațiu, diferit însă de ceea ce avea să devină atelierul mare, care poate fi vizitat astăzi. Planul atelierului pe care și l-a imaginat Aman, s-a concretizat într-un proiect, realizat de antreprenorul Fr. Scheller, la indicațiile precise ale artistului. Casa a fost ridicată în Mahalaua Boteanu, pe locul primit ca zestre de către Ana, născută Politimos, cu care s-a căsători în 1865. „Contractul, perfectat la 25 februarie 1868, prevedea ca cei 126.000 „lei vechi” să fie achitați eșalonat, în funcție de etapele de lucru” iar în cele 17 puncte ale contractului sunt prevăzute detalii tehnice de arhitectură și cerințe ale proprietarului asupra folosirii anumitor materiale, calitatea fiind cerința generală „Sunt rugatu – menționa arhitectul în document – ca toată lucrarea să fie curată si solidă precum și câte articole nu se prevăd aci în contract să se facă”.
Atelierul și casa în care locuia, care a fost construită în perioada februarie 1868 – octombrie 1869 în stil pompeian, era în acea vreme o locație mondenă unde se întâlnea protipendada Bucureștiului „În peisajul muzeistic bucureștean, Muzeul „Theodor Aman” se remarcă prin ineditul specificului său: un muzeu memorial ce funcționează în prima casă-atelier a unui artist român, construită la 1869 după planurile acestuia. Puțini sunt însă cei care știu că este cel mai vechi muzeu de artă deschis în București” și că, clădirea acestuia, în prezent este declarată monument istoric de categoria A. Astfel, despre acest loc monden, Alexandru Tzigara-Samurcaș spunea „Atelierul său (...) era singurul centru artistic în care se aduna elita bucureșteană a timpului” „care recunoștea în el nu numai artistul preferat, stăpân pe virtuozități de penel cele mai uimitoare, dar și deschizătorul de drum pentru atâtea tendințe noi ce numai cu greu pătrundeau cuceritoare în domeniul artei culte din România”.

## Studii
Theodor Aman a urmat cursurile Școlii Centrale din Craiova unde ia lecții de desen la clasa profesorului Constantin Lecca după care se înscrie la cursurile Colegiului Sfântul Sava din București la clasa profesorului Carol Wallenstein. În perioada 1850 - 1857 se stabilește la Paris, unde studiază pictura (1850) cu Michel Martin Drolling, apoi, din 1851, cu François-Édouard Picot.
Profesor și întemeietor împreună cu Gheorghe Tattarescu al Școlii de Arte Frumoase din București. Se dedică picturii influențat de maeștrii Renașterii italiene. Revenit pe meleagurile natale s-a inspirat din viața muscelenilor lăsând mai multe pânze cu peisaje din Câmpulung și împrejurimi. Numele său a rămas în istoria artei românești nu doar prin valoarea operelor semnate, ci și prin contribuția avută la întemeierea primelor școli de Arte frumoase, la București și Iași (1864).

## Cariera
Din punctul de vedere al formației sale ideologice, trecerea lui Aman pe la liceul Sfântul Sava a avut multă însemnătate. În acești ani se pregătea în Țara Românească revoluția de la 1848. Ideile ei, care trezeau conștiința națională militând pentru înlăturarea feudalității, unirea Principatelor și întemeierea unui stat autonom, erau cu înflăcărare promovate de la catedră de profesori ca A. Treboniu Laurian, Costache Aristia și Aaron Florian (care îi fusese profesor și la Craiova).
Pe băncile școlii se împrietenește cu partizanii înfocați ai revoluției, ca de pildă George Cretzianu. Însuși fratele pictorului, Alexandru, student în Franța, era înscris în anii 1846 și 1847 în „Societatea studenților români din Paris”, care nu era decât filiala de peste hotare a „Asociației literare” din Muntenia, îndărătul căreia acționau de fapt revoluționarii pașoptiști. Între 1848-1850 colegiul Sfântul Sava este închis.
Tînărul pictor nu avea motive să se întoarcă la București. Viața artistică era acum foarte redusă. Școlile de artă nu existau. „Meseria„ de artist continuă sa fie disprețuită; prejudecățile, ignoranța și totala lipsă de înțelegere a claselor dominante îngreunau calea dezvoltării picturii în Principate. Astfel, în 1850, Theodor Aman pleacă la Paris la studii. Aici, Aman se înscrie ca elev în atelierul lui Drolling și un an mai târziu – după moartea acestuia survenită la 9 ianuarie 1891 – în cel al Picot.

## Opera
- Dezrobirea țiganilor (1848)
- Petrecere cu lăutari, (1879-1890)
- Cea din urmă noapte a lui Mihai Viteazul, 1852
- Bătălia de la Oltenița, 1854
- Bătălia de la Alma, 1855
- Bătălia românilor cu turcii în insula Sf. Gheorghe, 1859
- Unirea principatelor, 1859
- Vlad Țepeș și solii turci, 1861-1864
- Ion Heliade Rădulescu (1869)
- Izgonirea turcilor la Călugăreni, 1872
- Carol I (1874)
- Tudor Vladimirescu, 1874-1876
- Cezar Bolliac (1876)
- Pe o bancă în Cișmigiu (1879)
- Boierii surprinși la ospăț de trimișii lui Vlad Țepeș, 1885-1887
- Hora de la Aninoasa, 1890
- Peisaj cu barca pe lac
- Stradă în Sinaia
- Portul Constanța
- Petrecere în familie
- Canoniera în portul Constanța
- În parc

## Fotogalerie

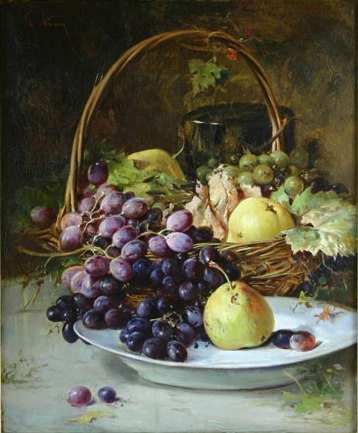
Coș cu fructe
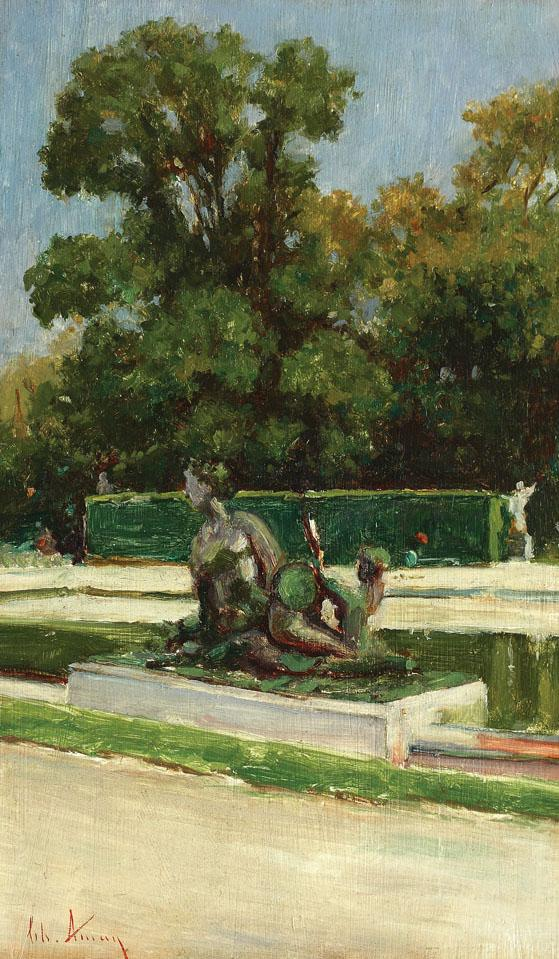
Jardin du Luxembourg
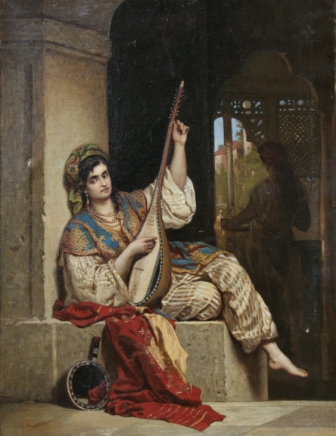
Cântăreața cu lăuta
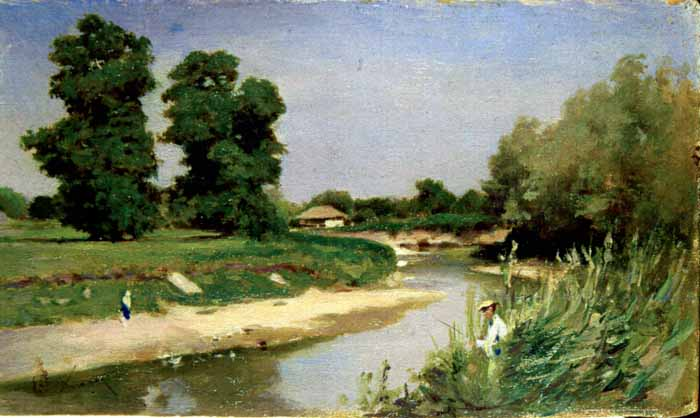
Peisaj cu râu și copaci
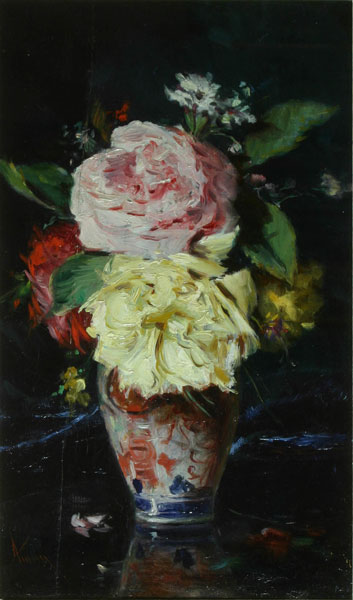
Vas cu flori
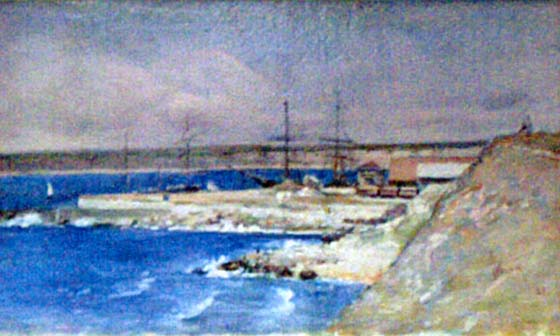
Portul Constanța
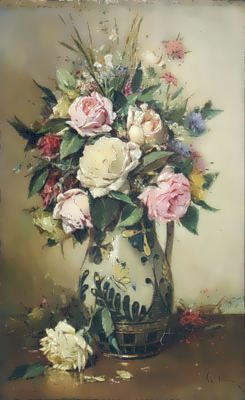
Flori
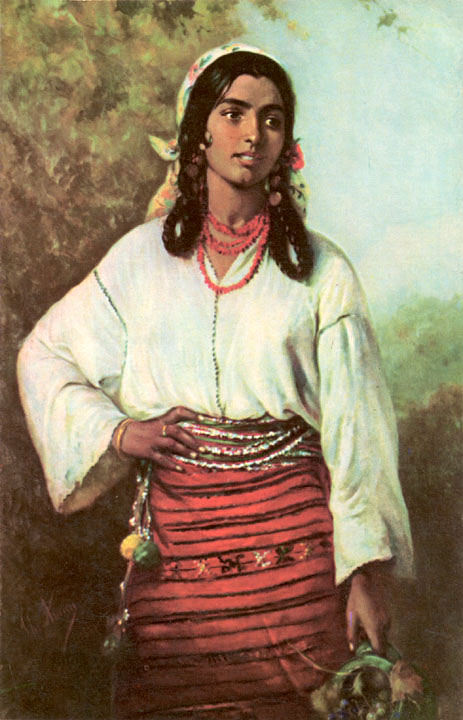
Țiganca
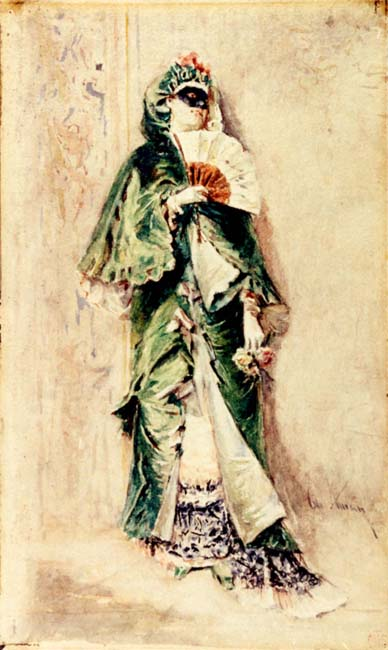
Dominoul verde - 1883
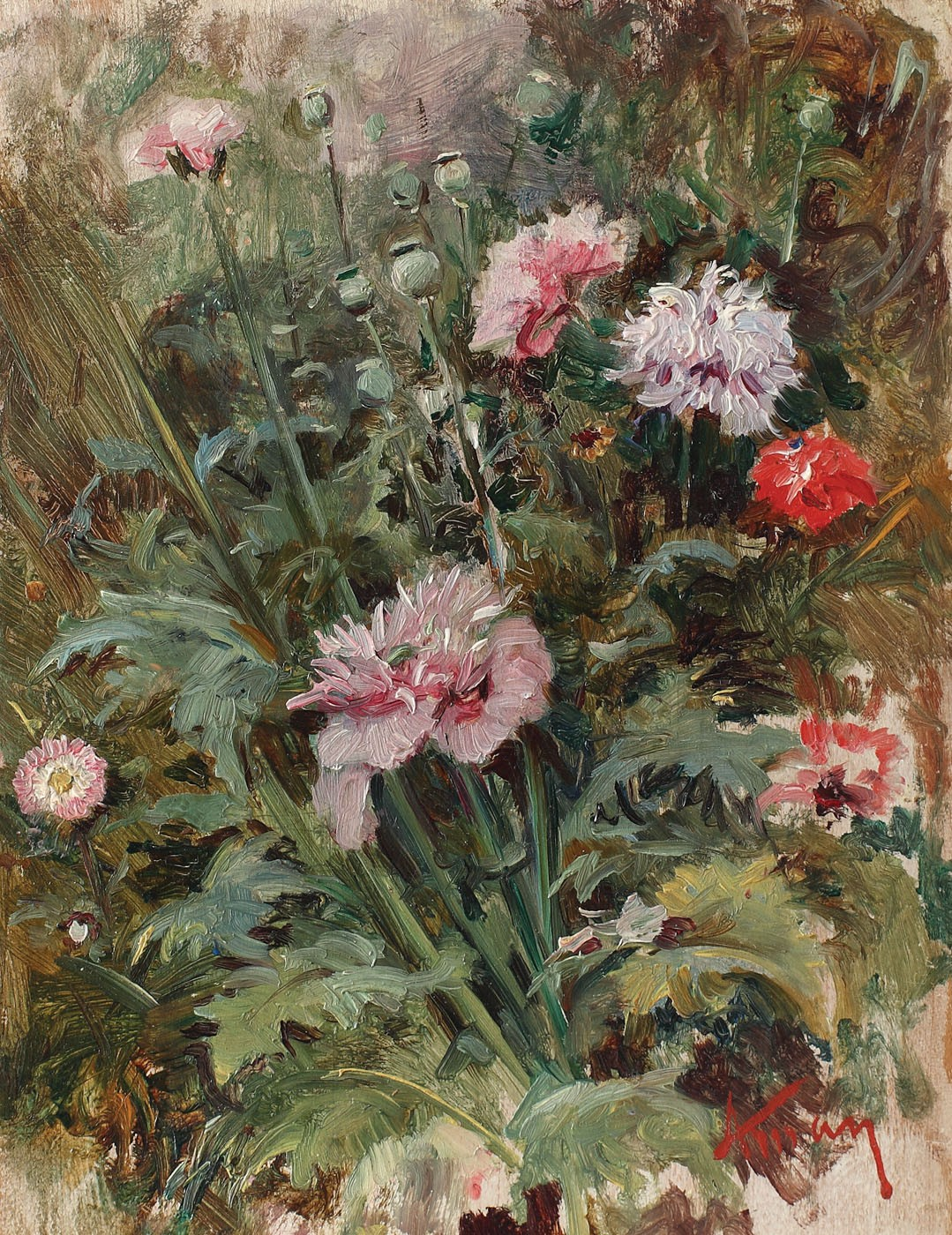
Garofițe

## Cinstirea lui Theodor Aman
Theodor Aman a decedat pe 19 august 1891 la București și a fost înmormântat la Cimitirul Bellu. Soția lui, Ana, a făcut demersurile necesare pe lângă Ministerul Cultelor și Instrucțiunii Publice și pe lângă Casa Regală pentru a-i îndeplini ultima dorința, aceea de a deschide în casa sa un muzeu. Pentru ca moștenirea artistică lăsată de soțul ei să nu se risipească și vrând să îi împlinească această dorință, ea avea să insiste, în nenumărate memorii pe lângă autorități, să cedeze casa și colecția statului. „Într-un prim memoriu, din 29 martie 1902, adresat Ministerului Cultelor și Instrucțiunii Publice, propune cedarea casei, anexelor și a colecției (lucrări în ulei, acuarele, gravuri, plăci de gravură, diferite obiecte originale, piese de mobilier aflate în casă) în schimbul acoperirii de către Minister a unui împrumut contractat la Creditul Funciar Urban în 1896 și acordării unei pensii viagere. În același an, în iunie, revine cu un memoriu la Minister și cu un altul adresat Regelui, și din nou ministrului Spiru Haret, la 29 noiembrie. Prima rezoluție, din 13 iunie 1903, nu este favorabilă,  ministrul exprimându-și regretul că nu se poate cumpăra casa, întrucât nu există fondurile necesare. La 9 martie 1904, însă, revine propunând punerea în discuție a problemei în Consiliul de Miniștri. În pledoaria pentru cumpărarea imobilului doamnei Ana Aman, în fața miniștrilor, Spiru Haret sublinia importanța unei asemenea achiziții care ar rezolva, pe de o parte problema localului Școlii de Belle-Arte din București, care ar putea funcționa în casă, pe de alta, ar salva operele artistului”, mai aflăm de la muzeograful Ionela Bucșa Șerban. În 1904, clădirea, colecția de pictură și gravură, instrumentele de lucru și mobilierul reședinței au intrat în posesia statului „printr-un act de vânzare semnat la 2 iunie 1904 de Ministrul Cultelor și Instrucțiunii Publice, Spiru Haret și Ana Aman, (autentificat la 4 iunie) prin care clădirea, cu toată colecția de pictură, gravură, instrumentele de lucru, mobilierul, intra în posesia statului. Ministerul prelua împrumutul de 70.000 lei cu care era grevat imobilul și-i asigura o pensie viageră doamnei Aman, de 800 lei lunar”. În urma Anei Aman de a se deschide muzeul, ministerul l-a numit în funcția de director pe Alexandru Tzigara-Samurcaș, acesta având misiunea de a amenaja încăperile casei pentru a putea fi vizitate și de a scoate un album al muzeului. Astfel, în data de 16 iunie 1908, se deschidea oficial Muzeul „Theodor Aman” în prezența a peste o sută de persoane.
Unele străzi din București, Câmpulung Muscel, Bacău, Baia Mare, Craiova, Ploiești, Timișoara, Constanța, Brăila, Sinaia poartă numele pictorului.

### Filatelie

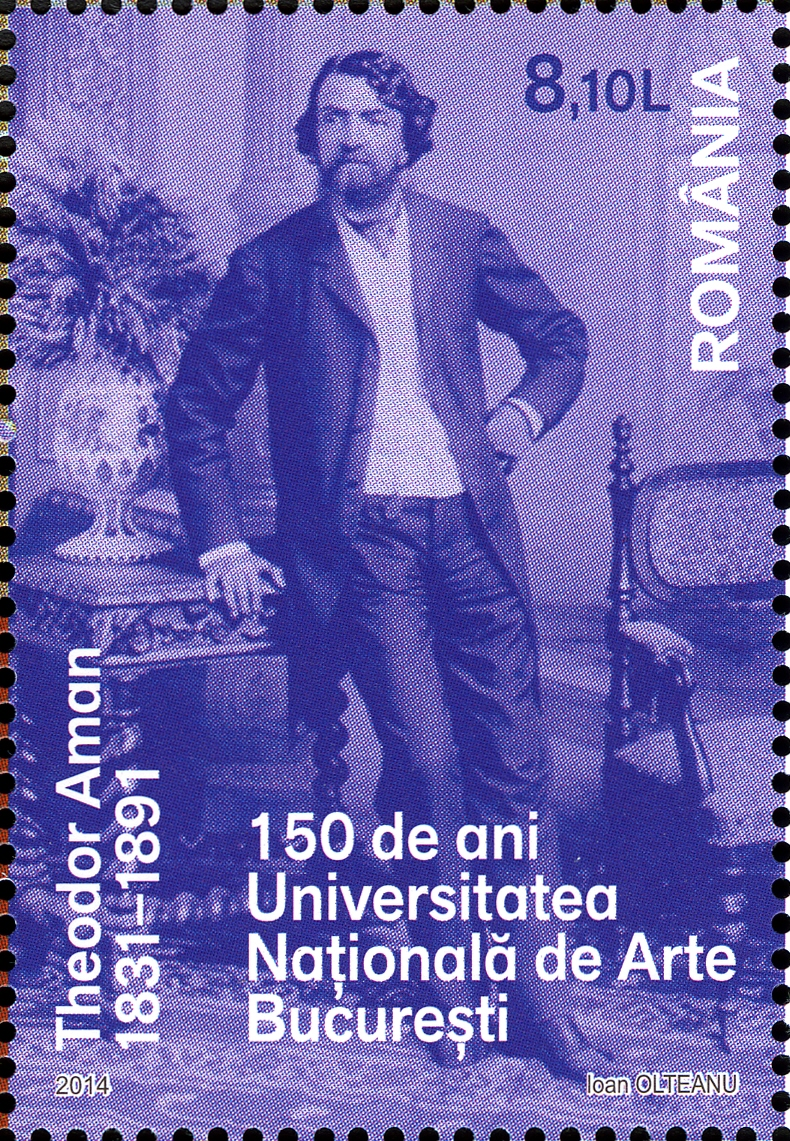
Marcă poștală emisă în 2014, cu prilejul sărbătoririi a 150 de ani de la fondarea Școlii Naționale de Arte Fumoase din București

La sărbătorirea a 150 de ani de la fondarea Școlii Naționale de Arte Frumoase, Poșta Română a pus în circulație o marcă poștală cu valoarea nominală de 8,10 lei care îl reprezintă pe Theodor Aman.

### Medalistică
Pentru sărbătorirea a 150 de ani de la înființarea Școlii Naționale de Arte Frumoase, la 12 mai 2014, Banca Națională a României a pus în circulație, în intenția colecționarilor, un set de monetărie care cuprinde monedele românești aflate în prezent în circulație și monedele comemorative cu valori nominale de 50 de bani (Aurel Vlaicu, Mircea cel Bătrân, Neagoe Basarab și Vladislav I Vlaicu), precum și o medalie de argint cu titlul de 800‰. Medalia este rotundă, are diametrul de 28 mm și o greutate de 15,5 grame; are cantul neted și a fost emisă de calitate proof. Au fost emise 500 de seturi de monetărie, cu acest prilej.
- Pe aversul medaliei au fost gravate portretul lui Theodor Aman, numele pictorului, edificiul Universității Naționale de Artă, iar, circular, textul: BUCURESTI și UNIVERSITATEA NATIONALA DE ARTA.[36]
- Pe reversul medaliei este gravată imaginea medaliei realizate pornind de la un proiect al lui Theodor Aman.[36]

## Expoziții
Expoziții personale:
- 1883 - Sala Stavropoleos, București;
- 1890 - Băile Eforie, Constanța;
- 1892 - Ateneul Român, București;
- 1991 - Centenar Theodor Aman, Muzeul de Istorie și Artă al Municipiului București;
- 1993 - Theodor Aman - gravor, Muzeul Național de Artă, București;
- 2011 - Theodor Aman - Pictor și gravor, Muzeul Național Cotroceni, București, 2011.

Expoziții de grup:
- 1865, 1868, 1870, 1872, 1874, 1881 - Expoziția artiștilor în viață, București;[37]
- 1873 - Expoziția Societății Amicii Bellelor Arte, București;
- 1888 - Expoziția de Belle Arte, Ateneul Român, București.[38]